# تأثير الأرض
تأثير الأرض (بالإنجليزية: Ground effect)‏ هي ظاهرة ديناميكية هوائية تتعلق بقوة الرفع والسحب الأيروديناميكي لسطح متحرك بالقرب من الأرض (سطح ثابت). أثناء الهبوط، قد يعطي تأثير الأرض للطيار انطباعا بكون الطائرة «عائمة». بينما أثناء الإقلاع، قد يعمل تأثير الأرض على تقليل سرعة الانهيار مؤقتا. بعد ذلك، يمكن للطيار التحليق فوق المدرج في الوقت الذي تسرع فيه الطائرة في وجود تاثير الأرض حتى تصل إلى سرعة التحليق الآمنة.

## تاريخ

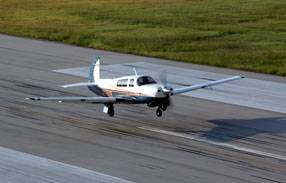
تخضع الطائرات لتأثير الأرض عندما تكون على ارتفاع يبلغ أقل من 1/4 من امتداد جناحها على مستوى الأرض.

تعرف ظاهرة تأثير الأرض في مجال الطيران منذ سنوات العشرينيات من القرن الماضي. كارل فيسيلسبيرغر بحلول سنة 1921 كان سباقا للتطرق لهذه الظاهرة، حيث قدم شرحا نظريا مفصلا لتأثير الأرض. تلاه فيما بعد الفرنسي موريس لو سوور الذي وصف بدوره الظاهرة بحلول سنة 1934  في تقرير تمت ترجمته إلى الإنجليزية من طرف اللجنة التي عرفت سابقا تحت اسم اللجنة الاستشارية الوطنية للملاحة الجوية (NACA).
بوصول عام 1935، قام المهندس الفنلندي توفيو كاريو بتصميم سلسلة من المركبات التي تعمل وفق مبدأ تأثير الأرض يمكنها التنقل بسرعة على الجليد (أيروليدج (بالإنجليزية: aerosledge)‏). تم بناء بعض من هذه المركبات التجريبية في الدول الاسكندنافية وفنلندا قبل حلول عام 1940. نتيجة لذلك، عرفت سنوات الستينيات تسجيل تقدم كبير في هذا المجال، لا سيما على يد كل من السوفييتي روستيسلاف أليكسيف والألماني ألكسندر ليبيش. هذه الحقبة التي لا يزال تأثيرها ملحوظا حتى يومنا هذا على تصاميم المركبات التي يقوم مبدأ عملها على تأثير الأرض.

## مبدأ تاثير الأرض

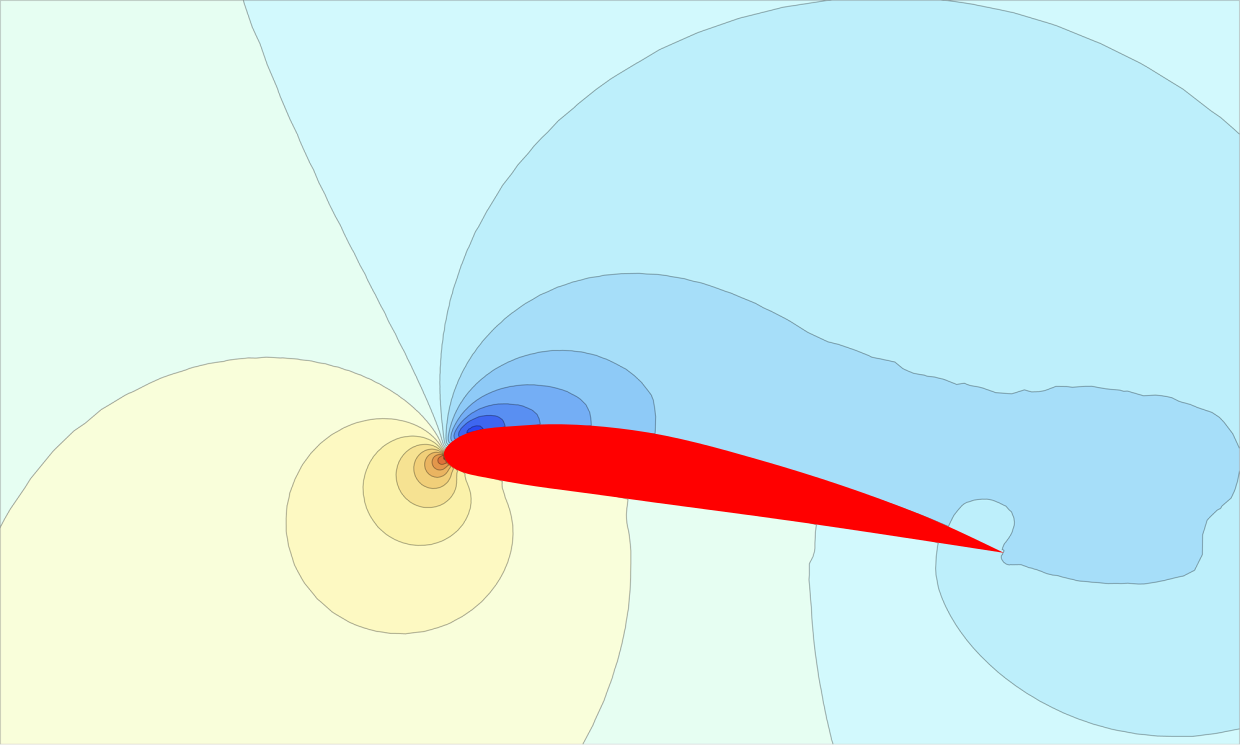
الرفع العادي: ضغط مرتفع ضغط منخفض.

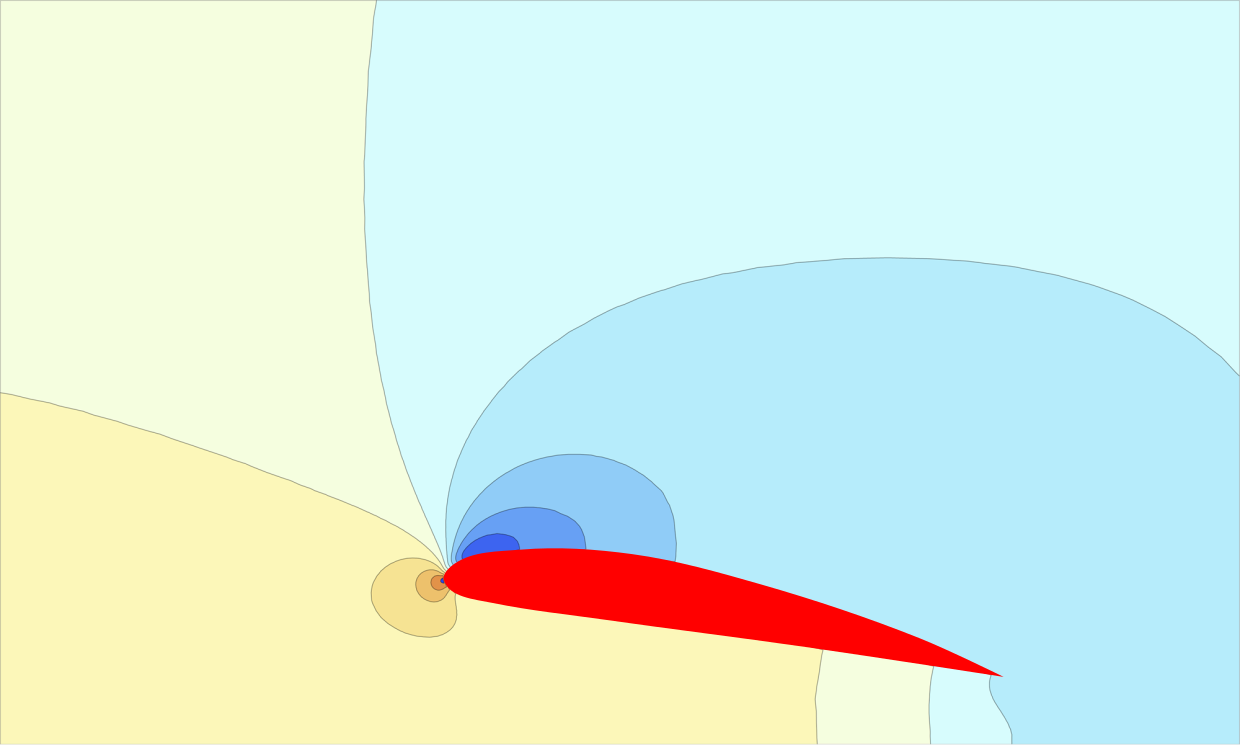
الرفع في ظل وجود تأثير الأرض، بسبب زيادة الضغط المرتفع تحت الجناح.

تستخدم العديد من الطيور تاثير الأرض عند الطيران بالقرب من الماء. حيث يمكنها استغلال الظاهرة لكي تطير بوجود الريح بجهد أقل (تكون الريح ضعيفة بالقرب سطح الماء). عندما تطير طائرة مثلا على ارتفاع يقارب مستوى الأرض يعادل تقريبا طول باع جناحي الطائرة أو قطرها دوار الهليكوبتر، يحدث تأثير الأرض اعتمادا على الديناميكية الهوئية وتصميم الطائرات. يرجع ذلك إلى توقيق سطح الأرض لتدفق الهواء أعلى وأسفل الأجنحة الذي يكون عادة على شكل دوامات. عندما يكون الجناح قريبا جدا من الأرض، فإن دوامات الجناح تكون غير قادرة على التكون بفعالية بسبب عائق القرب من سطح الأرض. والنتيجة هي انخفاض في السحب المستحث، مما يزيد من سرعة ورفع الطائرة.
يولد الجناح قوة الرفع عن طريق تحويل تيار الهواء
القادم (الريح النسبية) إلى أسفل. يؤدي تدفق الهواء المنحرف أو الهواء الملتف إلى توليد قوة على الجناح في الاتجاه المعاكس (قانون نيوتن الثالث). يتم تعريف القوة الناتجة على أنها قوة رفع. يؤدي الطيران بالقرب من السطح إلى زيادة ضغط الهواء على السطح السفلي للجناح (تأثير «الوسادة»)، الشي يحسن من نسبة الرفع إلى السحب. وهكذا كلما كان الجناح قريبا من الأرض، كلما أصبح تأثير الأرض أكثر وضوحا. بفضل هذه الظاهرة يتطلب الأمر زاوية مواجهة أقل لإنتاج نفس مقدار الرفع. في حالة ما إذا ظلت زاوية المواجهة والسرعة ثابتتين، فإن ذلك يؤدي إلى زيادة معامل الرفع،  وهو ما يفسر تأثير «الطفو». يعمل تأثير الأرض أيضا على تغيير قوة الدفع مقابل السرعة، حيث يتطلب السحب الناجم عن السحب أقل قوة من أجل الحفاظ على نفس السرعة.
الطائرات ذات الأجنحة المنخفضة هي الأكثر تأثرا بظاهرة تأثير الأرض مقارنة بالطائرات ذات الأجنحة العالية.

## تأثير الأرض في سيارات السباق
في تصميم السيارات، يشير تأثير الأرض إلى سلسلة من التأثيرات الديناميكية الهوائية التي يتم استغلالها لإنشاء قوة هابطة (بالإنجليزية: downforce)‏، خاصة في سيارات السباق. في هذه الحالة يعمل الهواء الداخل بين الطريق والمركبة على زيادة سرعة هذه الأخيرة سرعته عندما تقل المسافة بين السطحيين. بحيث تتصرف السيارة ككل مثل الجناح المقلوب. ومن وجهة النظر هذه، يلعب الجزء السفلي للسيارة دور الجناح الخلفي، دون الحاجة إلى استخدام ملحقات خارجية أخرى، والتي قد تسبب مقاومة. وبالتالي فإن تأثير الأرض يسمح بقوة التصاق واحتكاك أفضل بين أجزاء الاتصال (كإطارات السيارات).
تستخدم سباقات إندي كار في الولايات المتحدة تأثيرات الأرض في الهندسة والتصاميم الخاصة بهم. وبالمثل، فهي تستخدم أيضا في سلسلة سباقات أخرى. ومع ذلك، فإن الفورمولا 1 والعديد من سلاسل السباقات الأخرى، وخاصة في أوروبا، تستخدم أنظمة للحد من فعالية تأثير الأرض لأسباب تتعلق بالسلامة.

## مركبات تأثير الأرض
تمتلك العديد من المركبات تصميما يستخدم الجناح في التأثير على الأرض. على الرغم من أن جميع الطائرات تطير تحت تأثير الأرض في مرحلة ما، إلا أن الطائرات المخصصة للقيام بذلك تكون مصممة بطريقة لا يمكن لأجنحتها أن تأخذها بعيدا في الجو خارج تأثير الأرض (الطيران الحر). حيث أن تلك التي لا يمكنها الطيران خارج مجال تأثير الأرض، تكون غالبا التحليق فقط على مسافة قصير من الأرض. بسبب ذلك، يتم غالبا الترخيص لهذه المركبات باعتبارها «سفنا» طائرة بدلا من طائرات. قد تستخدم هذه المركبات المصممة خصيصا أجنحة دلتا أو أجنحة إيكرانوبلاين أو أجنحة ترادفية.

## معرض صور

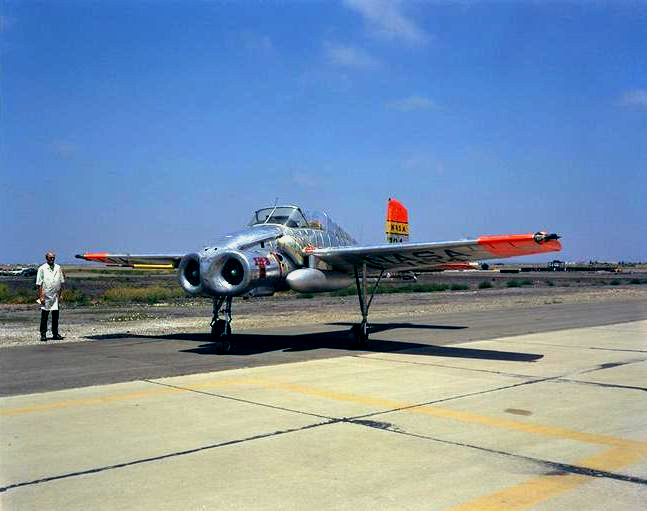
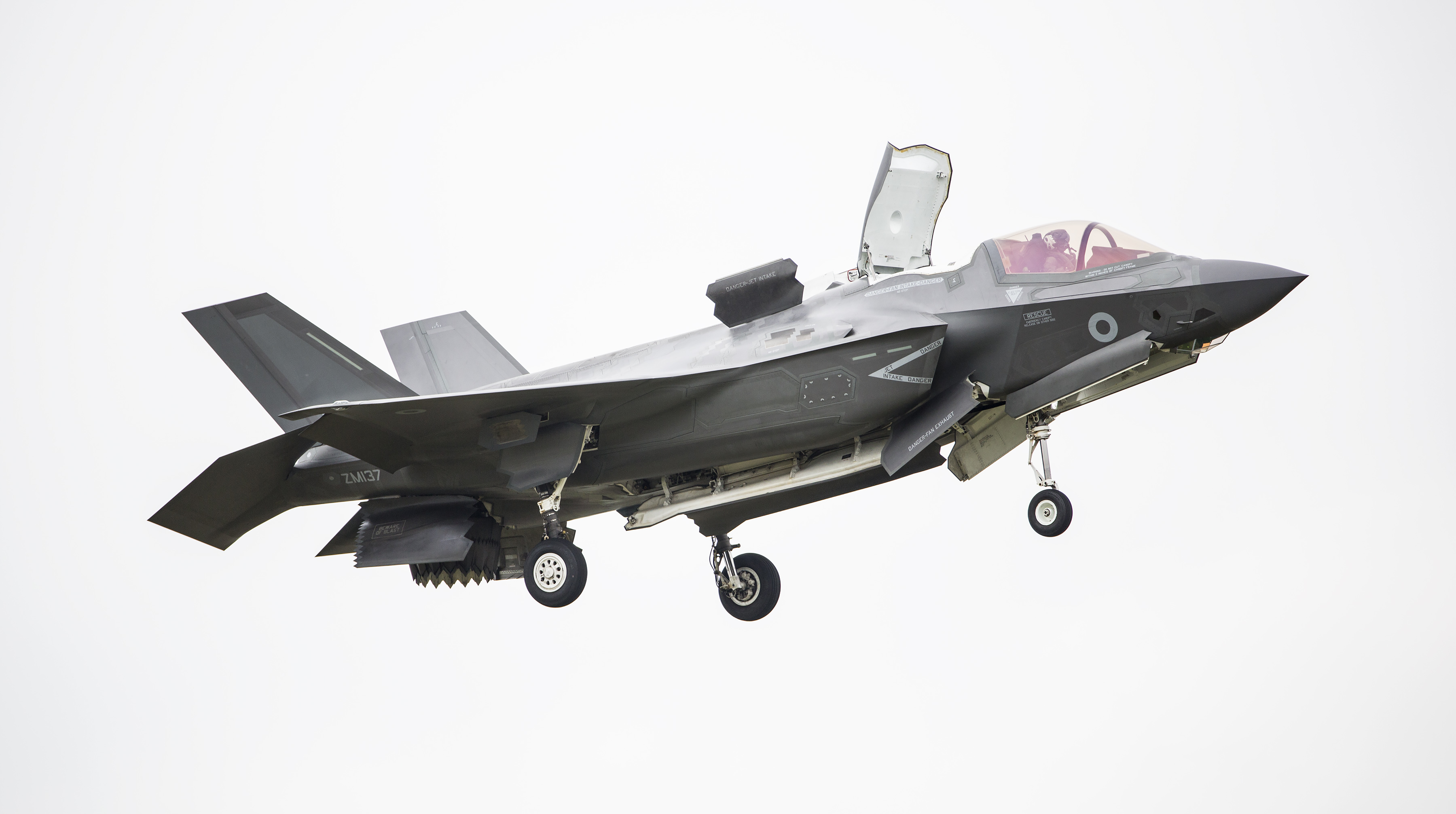
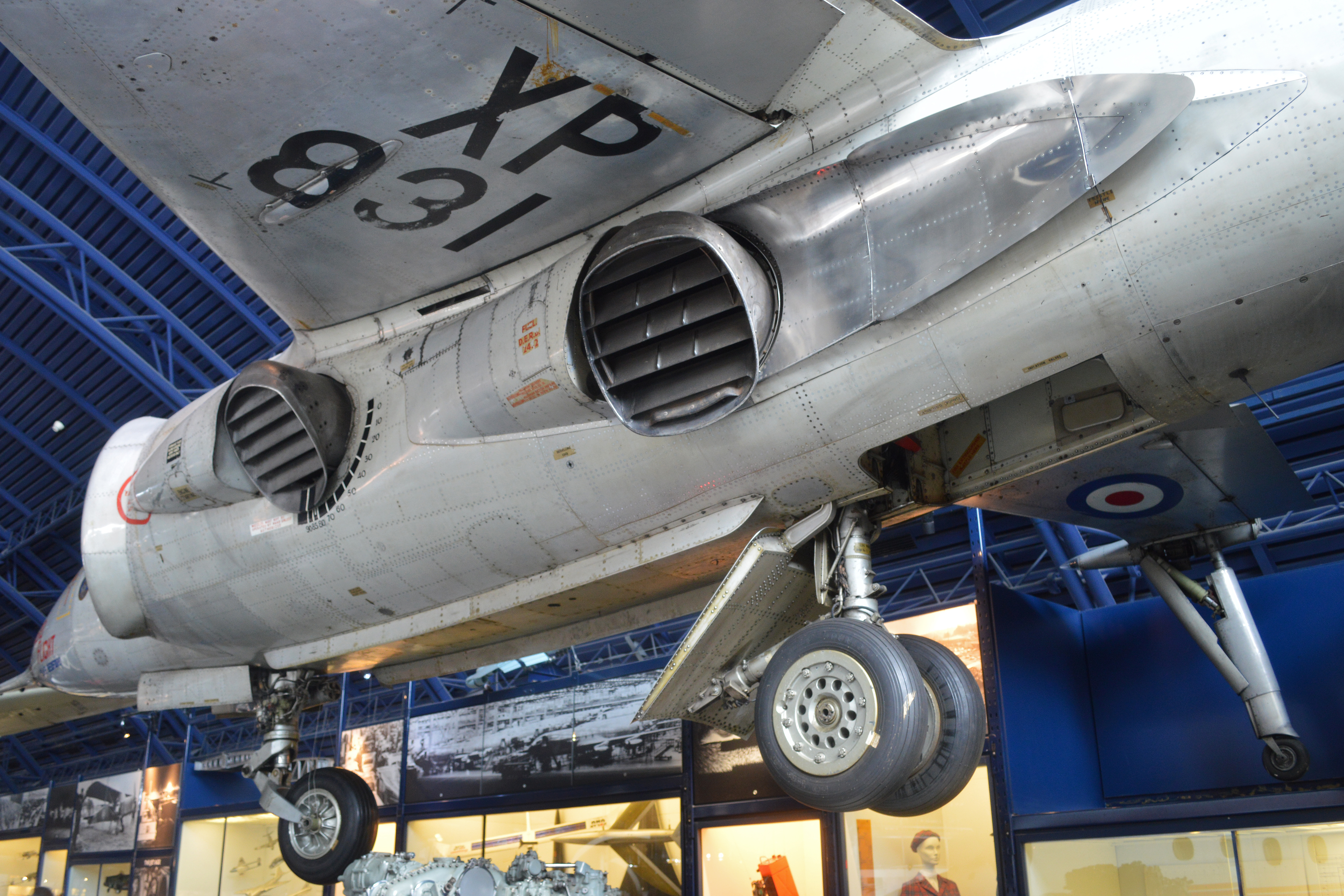
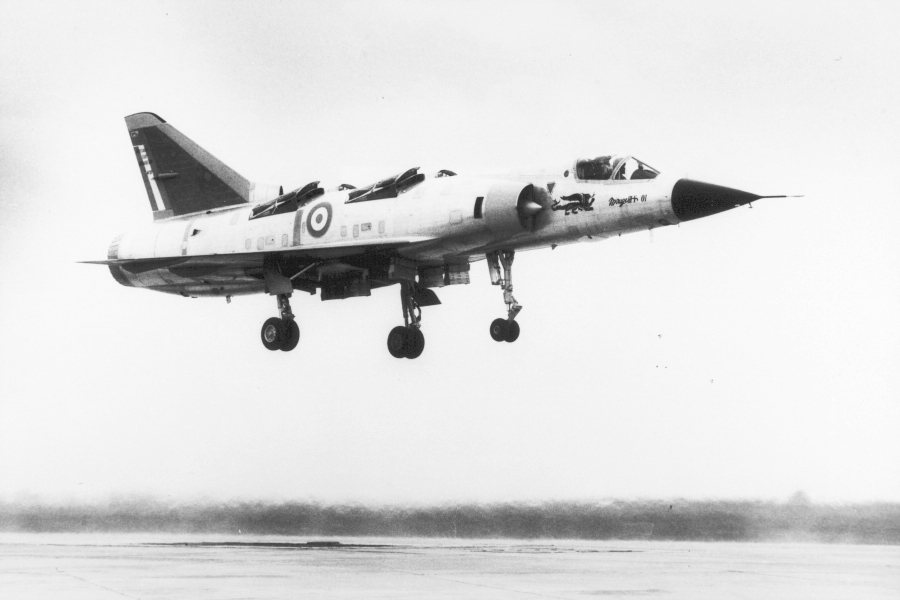